# 宿 (さいたま市)
宿（しゅく）は、埼玉県さいたま市桜区の大字。郵便番号は338-0814。

## 地理
さいたま市桜区北西の沖積平野に位置し、荒川の堤外付近は境界が入り組んでいる。地区の東側を白鍬や神田、南側を五関や塚本、西側を下大久保、北側を在家と接する。荒川河川敷周辺の塚本付近に入会地由来の飛地が一か所ある。全域が市街化調整区域である。西部は主に大久保浄水場となっており、東部の埼玉県道57号さいたま鴻巣線沿いでは宅地化が進む。地区の中央部や鴨川周辺は農地である。地内の荒川堤防ではさいたま築堤事業によって、堤防のかさ上げ工事が実施されている。荒川河川敷内は荒川総合運動公園および農地である。
宿宮前遺跡があり、古くから古瓦が出土することで有名だったが、1983年（昭和58年）と1991年（平成3年）の発掘調査で、古墳時代後期から平安時代の住居跡が発掘された。また、大久保浄水場が建設されたあたりには大久保条里遺跡などの遺跡があり、建設前に大規模な調査が行われた。

### 小字
- 宮前[8]、深町、久保堀、神子田、四十堀、土堀

## 歴史
もとは江戸期より存在した武蔵国足立郡植田谷領に属する宿村であった。村高は『田園簿』では276石余、「元禄郷帳」では302石余、「天保郷帳」では318石余。助郷は中山道大宮宿に出役していた。化政期の戸数は32軒で、村の規模は東西22町、南北4町余であった。観音寺には1648年（慶安2年）8石の寺領（朱印地）が寄進されていた。地名は宿場町のように軒を連ねていて賑わっていた事が由来と云われている。
- 発足当初は幕府領、正保年間（1645年 - 1648年）頃より知行は旗本浅岡氏となるが、後に幕府領に戻る[4]。なお、検地は寛永年間（1624年 - 1645年）に実施[4][9]。
- 1727年（享保12年）より旗本小笠原氏および幕府領、1731年（享保16年）より知行は旗本小笠原・伊奈氏による相給、および幕府領[4]。なお、持添新田は幕府領である。
- 幕末時点では足立郡宿村であった。明治初年の『旧高旧領取調帳』の記載によると、代官大竹左馬太郎支配所が管轄する幕府領と旗本小笠原靭負および伊奈鈔多五郎の相給であった。観音寺の寺領も存在した[10]。
- 1868年（慶応4年）6月19日 - 旧幕府領が武蔵知県事・山田政則（忍藩士）の管轄となる。
- 1869年（明治2年） 
  - 1月13日 - 武蔵知県事・宮原忠英の管轄区域に大宮県を設置、同県の管轄となる。県庁は東京府馬喰町に置かれる。
  - 9月29日 - 県庁が浦和に置かれ浦和県に改称。
  - 12月2日 - 旗本領が上知され、浦和県の管轄となる（府藩県三治制も参照）。
- 1871年（明治4年）11月13日 - 第1次府県統合により埼玉県の管轄となる。
- 1873年（明治6年） - 観音寺の境内を仮用して宿村学校（現、さいたま市立大久保小学校）が開設される[4]。
- 1879年（明治12年）3月17日 - 郡区町村編制法により成立した北足立郡に属す。郡役所は浦和宿に設置。
- 1889年（明治22年）4月1日 - 町村制施行に伴い、上大久保村・下大久保村・五関村・植田谷領領家村・植田谷領在家村・宿村・塚本村・白鍬村・神田村・植田谷本村新田の一部と合併[11]し、大久保村になり大久保村の大字宿となる[4]。
- 1955年（昭和30年）1月1日 - 土合村・大久保村が浦和市へ編入され[11][12]、同市の大字となる。
- 1968年（昭和43年）4月 - 地内に大久保浄水場が建設され、供用を開始する。
- 1969年（昭和44年）
  - 3月 - 地内に「おおとり幼稚園」が開園する[13]。
  - 10月1日 - 浦和市大字在家・大字宿・大字五関の各一部と大宮市島根の一部から浦和市昭和が成立[14]。また、一部が大宮市へ編入される。
- 1970年（昭和45年）7月1日 – 大宮市大字島根の一部、前年編入された浦和市大字在家・大字宿・大字五関の各一部から大宮市大字昭和が成立[15]。
- 1989年（平成元年）4月 - 浦和市・与野市荒川総合運動公園（現・荒川総合運動公園）が開園する[16]。
- 2001年（平成13年）5月1日 - 浦和市・大宮市・与野市が合併し、さいたま市が発足。同市の大字となる。
- 2003年（平成15年）4月1日 - さいたま市が政令指定都市に移行し、同市桜区の大字となる。

## 世帯数と人口
2017年（平成29年）9月1日時点の世帯数と人口は以下の通りである。
| 大字 | 世帯数  | 人口  |
| ---- | ------- | ----- |
| 宿   | 284世帯 | 607人 |

## 小・中学校の学区
市立小・中学校に通う場合、学区（校区）は以下の通りとなる。
| 番地 | 小学校                   | 中学校                   |
| ---- | ------------------------ | ------------------------ |
| 全域 | さいたま市立大久保小学校 | さいたま市立大久保中学校 |

## 交通
地内に鉄道は敷設されていない。北浦和駅方面へのバス路線があり、宿バス停がある。

### 道路
- 埼玉県道57号さいたま鴻巣線
- 埼玉県道155号さいたま武蔵丘陵森林公園自転車道線（荒川自転車道）[5]

## 地域

### 寺社・史跡
- 大久保神社[5]
- 浄土宗観音寺
- 阿弥陀堂

### 施設
- 大久保浄水場[5]
- 特養ホーム彩歳苑
- 介護老人保健施設ファインハイム
- 認定こども園おおとり幼稚園
- 宿自治会センター
- 荒川総合運動公園